# Diana Reyes
Diana Estela Polanco Reyes, apodada "La Reina del Pasito Duranguense" (La Paz, Baja California Sur; 18 de noviembre de 1979), es una cantante de música regional mexicana. Se hizo famosa interpretando sus canciones al estilo duranguense y luego con banda sinaloense. En la actualidad canta ambos estilos.

## Carrera
Diana Estela Polanco Reyes, nació el 18 de noviembre de 1979 en La Paz, Baja California Sur, México. Su primer disco lo grabó a los 10 años en el género de mariachi, posteriormente graba 5 discos norteños entre 1995 al 2002,en 2004 decide probar suerte en el pasito duranguense en el que graba 7 discos, para más adelante lanzar dos discos con banda sinaloense. Reyes sostiene lazos fuertes con los estados natales de Sinaloa (por parte de su padre) y Sonora (por parte de su madre). En 2014, realiza la canción "Yo no creo en los hombres" para la telenovela del mismo nombre. En el 2016 se presenta con su espectáculo en el teatro Metropolitan de la Ciudad de México. En 2017 lanza a nivel nacional el sencillo "La pasión tiene memoria" logrando acomodarse en los primeros 10 lugares de las listas de popularidad. En 2018 lanza su nuevo sencillo "Maldita mi suerte", mismo año la invitan a la séptima entrega de Premios Bandamax, junto a las " Mujeres del Regional, la cual a Diana se le ocurre en juntar a mujeres del regional para un concierto próximo en el Teatro Metropólitan en la Ciudad de México del 2019 para que juntas hagan historia dentro del género regional mexicano femenino.

## Discografía
Álbumes de estudio
- 1995: Muriendo Por Ti
- 1998: Cuando Tuve Ganas
- 2001: La Socia: Homenaje a Chayito Valdéz
- 2002: La Reina
- 2004: Diana Reyes
- 2005: La Reina del Pasito Duranguense
- 2005: Navidad Duranguense
- 2007: Te Voy a Mostrar
- 2008: Insatisfecha
- 2009: Vamos A Bailar
- 2010: Ámame, Bésame
- 2011: Ajustando Cuentas
- 2014: Yo no creo en los hombres